# Hypanthidioides flavofasciata
Hypanthidioides flavofasciata är en biart som först beskrevs av Carlos Schrottky 1902.  Hypanthidioides flavofasciata ingår i släktet Hypanthidioides och familjen buksamlarbin. Inga underarter finns listade i Catalogue of Life.